# 威廉平原區
威廉平原區（法語：Plaines Wilhems）是非洲東部島國毛里裘斯的9個區之一，位於毛里求斯岛中部，北鄰路易港區，東毗莫卡區，南接大港區和薩凡納區，西臨黑河區，面積203.3平方公里，2019年人口366,506。
本区高度城镇化。区内由四个城镇、米德兰兹村和另外两个村庄的部分区域组成。威廉平原区不设区议会，而是设有四个市镇议会。这四个市镇是博巴森-羅斯希爾、居爾皮普、卡特勒博爾納和瓦科阿-菲尼克斯。三个村庄为米德兰兹、Cascavelle（东部，西部位于黑河區）和莫卡（西部，东部位于莫卡區）。